# Rajd Dos Sertōes 2008
Rezultaty końcowe terenowego rajdu Dos Sertōes 2008, który odbył się w Brazylii, w dniach 17 - 28 czerwca.

## Motocykle
- 1.  Ze Helio - 31:54:33 godz.
- 2.  Cyril Despres - 31:51:22 godz.
- 3.  David Casteu - 32:26:49 godz.

## Quady
- 1.  R. Nahas - 40:14:40 godz.
- 2.  Cristiano Sousa Batista - 43:50:55 godz.
- 3.  R. Purri - 49:29:57 godz.

## Samochody
- 1.  Giniel de Villiers - 29:28:32 godz.
- 2.  Mark Miller - 29:46:22 godz.
- 3.  Reinaldo Valera - 32:30:50 godz.

## Ciężarówki
- 1.  E. Piano - 31:51:07 godz.
- 2.  A. Barrasa - 33:31:45 godz.
- 3.  A. Azevedo - 35:05:27 godz.